# Shin Un-sang
Shin Un-sang est un homme politique sud-coréen, qui exerce en 2006 les fonctions de ministre de la réunification.